# Andrija Luković
Andrija Luković (in serbo Андријa Луковић?; Belgrado, 24 ottobre 1994) è un calciatore serbo, centrocampista dello Shanghai Jiading Huilong.

## Caratteristiche tecniche
Interno di centrocampo, può giocare sia a destra sia a sinistra come centrocampista esterno.

## Carriera

### Club
Ha giocato nella prima divisione serba, in quella polacca, in quella portoghese ed in quella azera.

### Nazionale
Nel 2013 ha vinto gli Europei Under-19. Successivamente ha giocato anche nella nazionale serba Under-21.

## Palmarès

### Nazionale
- Campionato europeo di calcio Under-19: 1

2013